# Diaries of Hope
Diaries of Hope (Pamiętniki pisane nadzieją) – album z muzyką Zbigniewa Preisnera wydany w 2013 przez wytwórnię Mystic Production.
Zainspirowany twórczością żydowskich dzieci ofiar Holocaustu (pamiętnikami Rutki Laskier, Dawida Rubinowicza oraz wierszami Abrama Koplowicza i Abrama Cytryna. Powstał we współpracy z solistami: Lisą Gerrard i Archiem Buchananem (członkiem Choir of the Chapel Royal z Londynu). Album ukazał się w postaci CD, winylowej i elektronicznej. Płytę wydało w Polsce wydawnictwo fonograficzne Mystic Productions (numer katalogowy PPCD001).

## Lista utworów
| 1. | "From the Abyss" / "Z otchłani"                          | 12:17 |
|    |                                                          |       |
| 2. | "Lament" (+Lisa Gerrard)                                 | 17:21 |
|    |                                                          |       |
| 3. | "Dream" / "Marzenie" (+Archie Buchanan)                  | 4:44  |
|    |                                                          |       |
| 4. | "In a Dark Hour" / "W szarą godzinę " (+Archie Buchanan) | 6:04  |
|    |                                                          |       |
| 5. | "Epitaph" / "Epitafium" (+Lisa Gerrard)                  | 7:39  |
|    |                                                          |       |
|    |                                                          | 48:05 |
|    |                                                          |       |

## Geneza
Zbigniew Preisner: 

Na początku lat 90. byliśmy razem z Krzysztofem Kieślowskim w Jerozolimie na otwarciu Jerusalem Film Festival. Grałem wtedy koncert w pięknej scenerii otwartego amfiteatru położonego w dolinie między starą a nową Jerozolimą. W czasie tej wizyty zostaliśmy przyjęci przez prof. Szewacha Weissa, który był wówczas przewodniczącym Knessetu. On też oprowadził nas po Muzeum Yad Vashem. Wtedy po raz pierwszy zobaczyłem ekspozycję dziecięcą, poświęconą pomordowanym dzieciom Holocaustu. Idąc ciemną salą, w której z dala migotały tysiące świec, słuchając nazwisk pomordowanych dzieci i miejsc ich kaźni, przeplatanych co pewien czas śpiewem kantora, byłem zdruzgotany. Czułem dziwny strach. Było to wstrząsające przeżycie. Po wyjściu na zewnątrz Muzeum, skąd rozciągał się piękny widok na miasto, Krzysztof powiedział do mnie: "musisz to muzycznie opisać, musisz to zrobić". Tylko jak pisać o tragedii, której rozmiarów nie sposób ogarnąć ludzkim rozumem? Minęły lata. Zacząłem szukać jakichś materiałów, pamiętników, wierszy pisanych przez dzieci z Polski. Szukałem polskiego odpowiednika Pamiętników Anny Frank. Kiedy przeczytałem pamiętniki Rutki Laskier, Dawida Rubinowicza i wiersze Abrama Koplowicza i Abrama Cytryna, zrozumiałem, że te bardzo dramatyczne zapiski,  mają jedną wspólną cechę. Są pisane z nadzieją. Jakaś irracjonalna siła pozwalała Im wierzyć w ocalenie. Są to wstrząsające opisy życia codziennego, losów całych rodzin i ich ogromnego cierpienia. Jednak równie często z  dziecięcą radością piszą o każdej małej szczęśliwej chwili, żyją marzeniami i wierzą w swoją przyszłość. I chociaż te pamiętniki nagle się urywają, to do końca te dzieci nie traciły nadziei. Ta nadzieja pozwalała im żyć i czasami nawet się uśmiechać.  To są pamiętniki pisane nadzieją.